# 懺悔〜松岡真知子の秘密〜
「懺悔〜松岡真知子の秘密〜」（ざんげ まつおかまちこのひみつ）は日本の2010年公開の映画。

## 概要
2010年公開の、シンガーソングライターである松浦ひろみの初主演映画。城定秀夫監督による話題作品。トップアイドルでもある原紗央莉との共演や城定ワールドで情念やシュールな世界観を見事に描いている。
巡るめく作品の展開を松浦ひろみ、原紗央莉がポレポレ東中野での舞台挨拶でのトークも話題を生んだ作品。エンディング曲は松浦ひろみ作詞作曲の「落花流水」が使用されている。

## キャスト
- 松浦ひろみ：松岡真知子（妹）
  - 高校音楽教師。仲の良い姉妹であったがある事件をきっかけに姉と不仲になる。
- 原紗央莉：松岡景子（姉）
  - 自殺未遂をはかり両足が不自由になってしまう。それをきっかけに妹真知子に歪んだ感情を持つ。
- 石井亮
  - 真知子先生にピアノの個人指導を受けているうちに恋愛感情が芽生え深い関係になっていく生徒役。
- 福天
  - テレクラの客役。真知子が姉に唆されてテレクラの客に会ってしまい、自宅に戻り姉の目の前で情事を行う。
- 吉岡睦雄
  - 男性教師役
- 濱田マナト
- 神楽坂政太郎

### スタッフ
- 監督・脚本・編集：城定秀夫
- 制作：山田浩貴
- プロデューサー：西健二郎、久保和明
- ラインプロデューサー：征矢吉裕
- 撮影：田宮健彦
- 録音：小林徹哉

制作協力：LEONE
製作・発売元：ミュージアムピクチャーズ
販売元：GPミュージアムソフト

### 主題歌
「落花流水」作詞・作曲　松浦ひろみ　(C)2010 DESERT AIR RECORDS